# 1385년

## 연호
- 명(明) 홍무(洪武) 18년
- 북원(北元) 천원(天元) 7년
- 일본(日本) 남조(南朝) 겐추(元中) 2년
- 일본(日本) 북조(北朝) 시토쿠(至徳) 2년
- 쩐 왕조(陳朝) 쓰엉푸(昌符) 9년

## 기년
- 명(明) 태조 홍무제(太祖 洪武帝) 18년
- 북원(北元) 천원제(天元帝) 7년
- 고려(高麗) 우왕(禑王) 11년
- 쩐 왕조(陳朝) 영덕왕(靈德王) 9년

## 탄생
정순공주